# Wasted Shells
Wasted Shells ist eine schwedische Groove- und Thrash-Metal-Band aus Lund, die im Jahr 2006 gegründet wurde.

## Geschichte
Die Band wurde im Jahr 2006 gegründet, wobei die Band zunächst nur gelegentlich aktiv war. Dies änderte sich erst im Jahr 2010, als Ola und Johan Svensson, Marcus Skantz, Jonathan Sennö und Tobias Ohlsson die Band neu formierten. Ein Jahr später folgte das Album The Debt, ehe sich eine Tour durch Schweden und Dänemark anschloss. Danach nahm die Gruppe erneut neue Lieder auf, woraus das zweite Album The Collector entstand, das im April 2013 erschien. Die Veröffentlichung in Deutschland erfolgte im März 2014.

## Stil
Laut Facebook-Präsenz wurde die Gruppe durch Bands wie Metallica, Slayer, Pantera und Machine Head beeinflusst. Laut laut.de sei auf The Collector die Mischung aus Groove- und Thrash Metal, vergleichbar mit der Musik von Pantera, Machine Head und The Haunted, wie beim Vorgänger zwar noch immer dieselbe, jedoch habe sie sich weiterentwickelt. Lothar Hausfeld von musikreviews fasste die Musik auf The Collector folgendermaßen zusammen: „Man schmeiße frühe METALLICA, die Früh-90er-Ausgabe von PANTERA und die ebenso in dieser Zeit musizierenden SEPULTURA in einen Topf, vermische dies mit einer Portion skandinavischer Melancholie der Marke ENTWINED [SIC !] oder SENTENCED sowie straightem Hardrock – und heraus kommt „The Collector“, das zweite Album der Schweden WASTED SHELLS.“ Der Gesang wechsle zwischen „Brüllattacken, Death-Growls, Thrash-Röhren und Klargesang“.

## Diskografie
- 2008: Self-Inflicted by Insanity (EP, Eastern High Records)
- 2009: Imprint (EP, Eigenveröffentlichung)
- 2011: The Debt (Album, 65 Productions)
- 2013: The Collector (Album, Rambo Music)